# Hungária-malom
A Hungária-malom egy nevezetes élelmiszeripari létesítmény Budapest területén.

## Története
A XIX. század második felében Budapesten jelentős mértékben fejlődött malomipar, több nagy méretű gőzmalmot építettek. Ebben a hullámban épült a Budapest IX. kerületi Soroksári út 48-52., Vágóhíd u. 8. és Tóth Kálmán u. 9-13. szám alatt jegyzett telken 1890-ben vagy 1893-ban a  Hungária Árpagyöngy- és Köleskásagyár Rt. malma is. Ez a létesítmény a XX. század első felében többször leégett, de folyamatosan modernizálták. 1944-ben bombatalálatot szenvedett, ennek ellenére 1963-ig működött. Ezt követően irodának és raktárnak használták. 
2003-ban műemléki védelem alá került. Jelenleg kisebb vállalatok használják a területet.

## Képtár

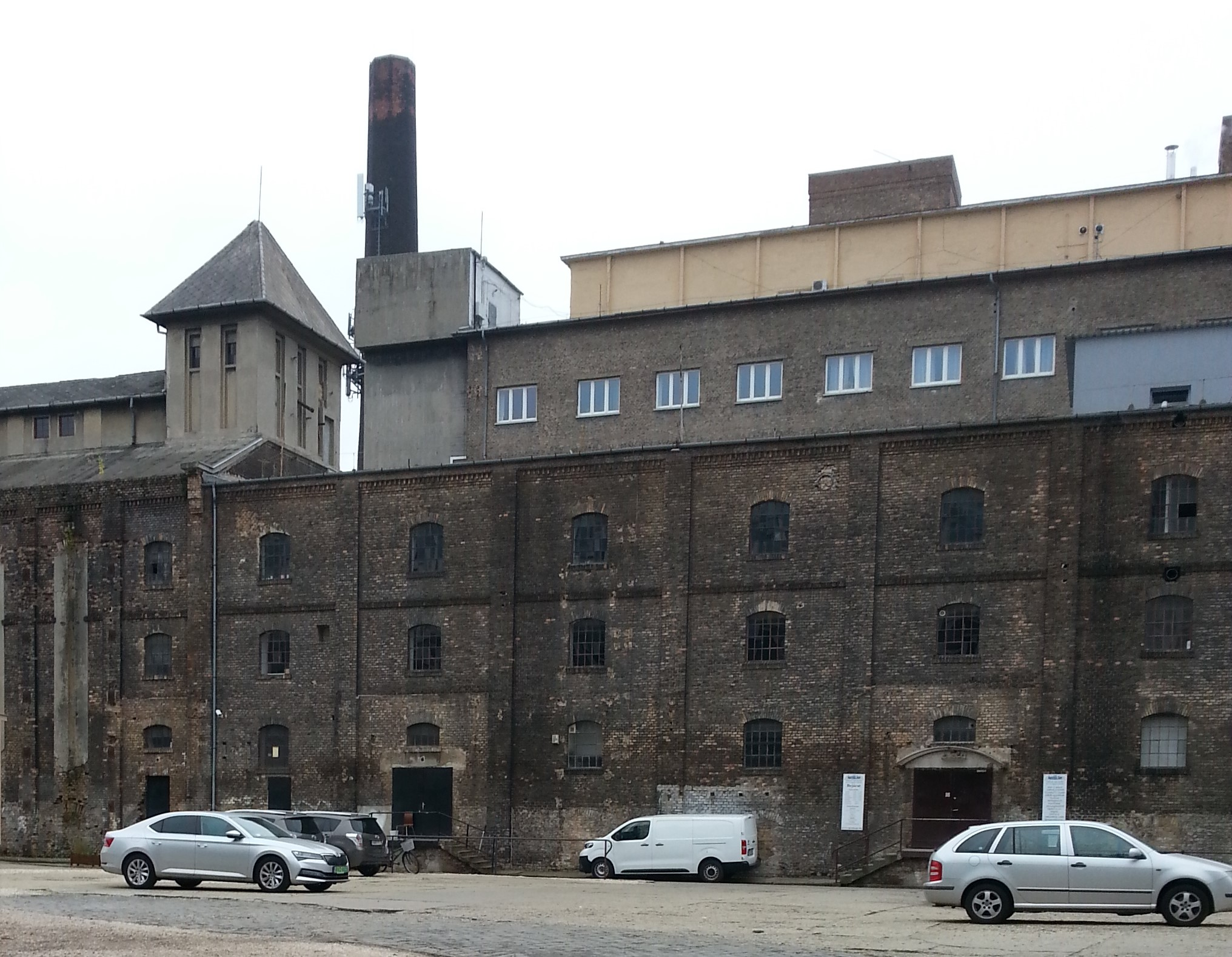
Tóth Kálmán utcai oldal
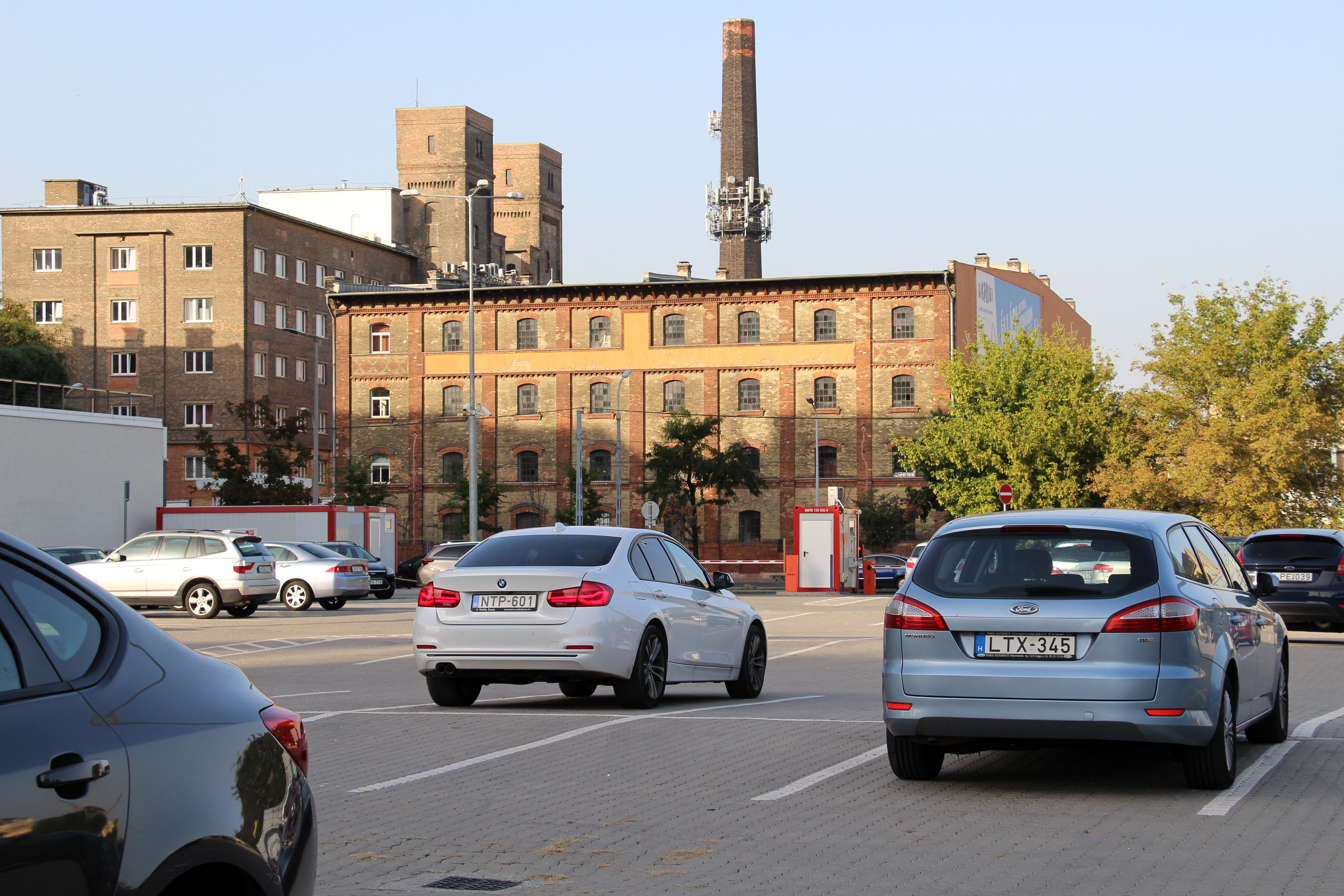
Az épületek a belső udvarról nézve
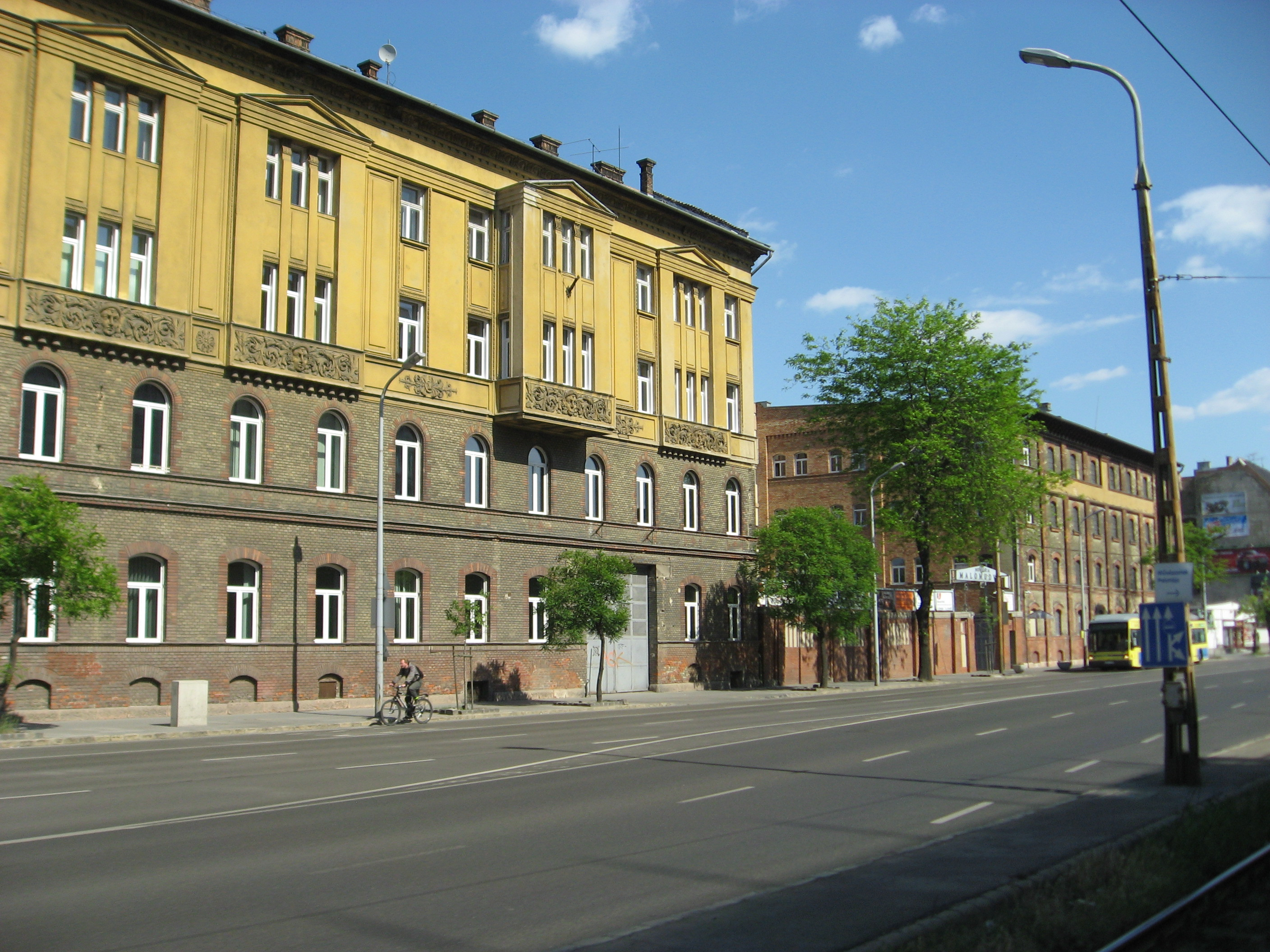
Bejárat szolgálati lakóépületekkel (Soroksári út)
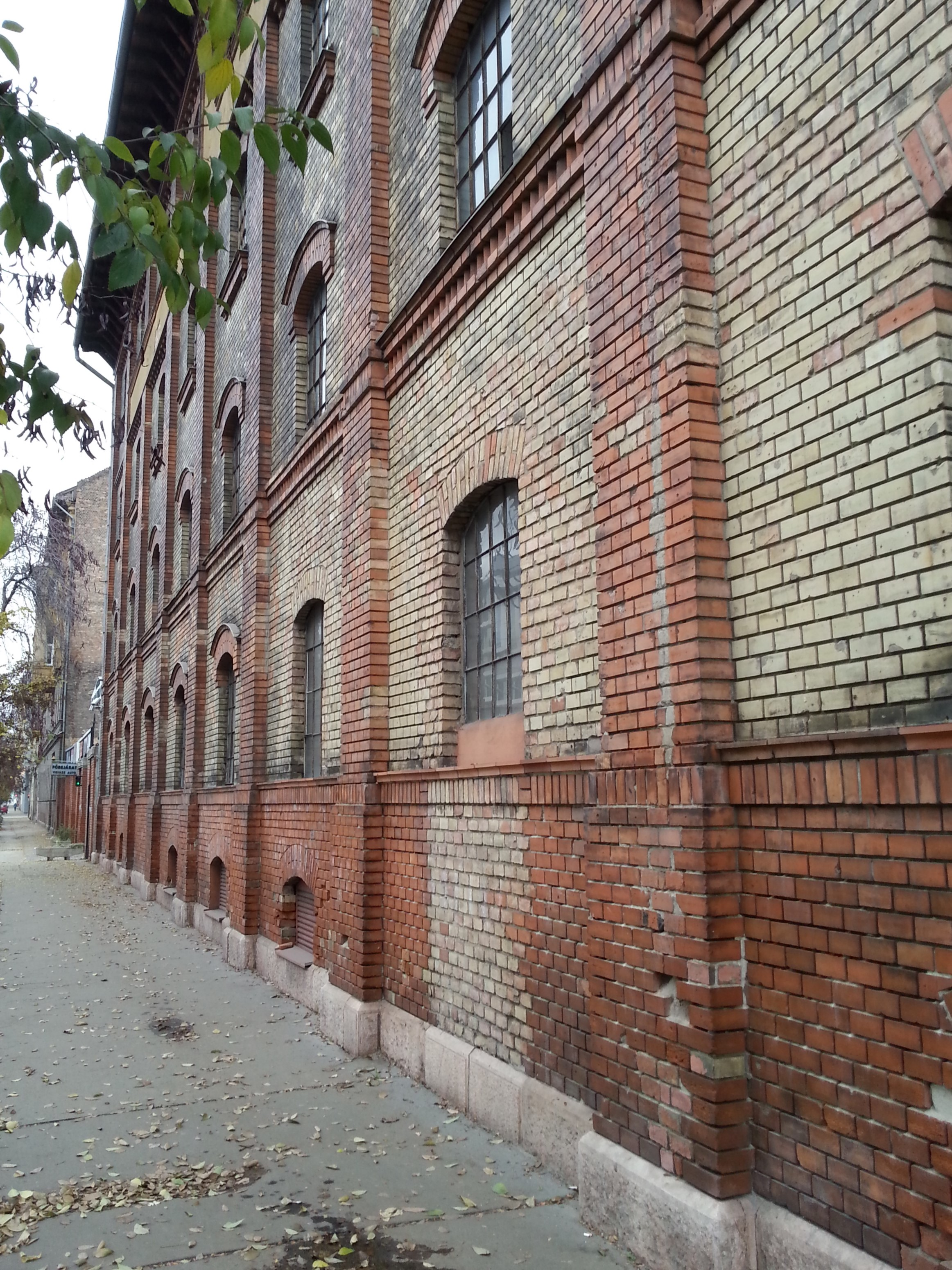
Lakóépület közelről
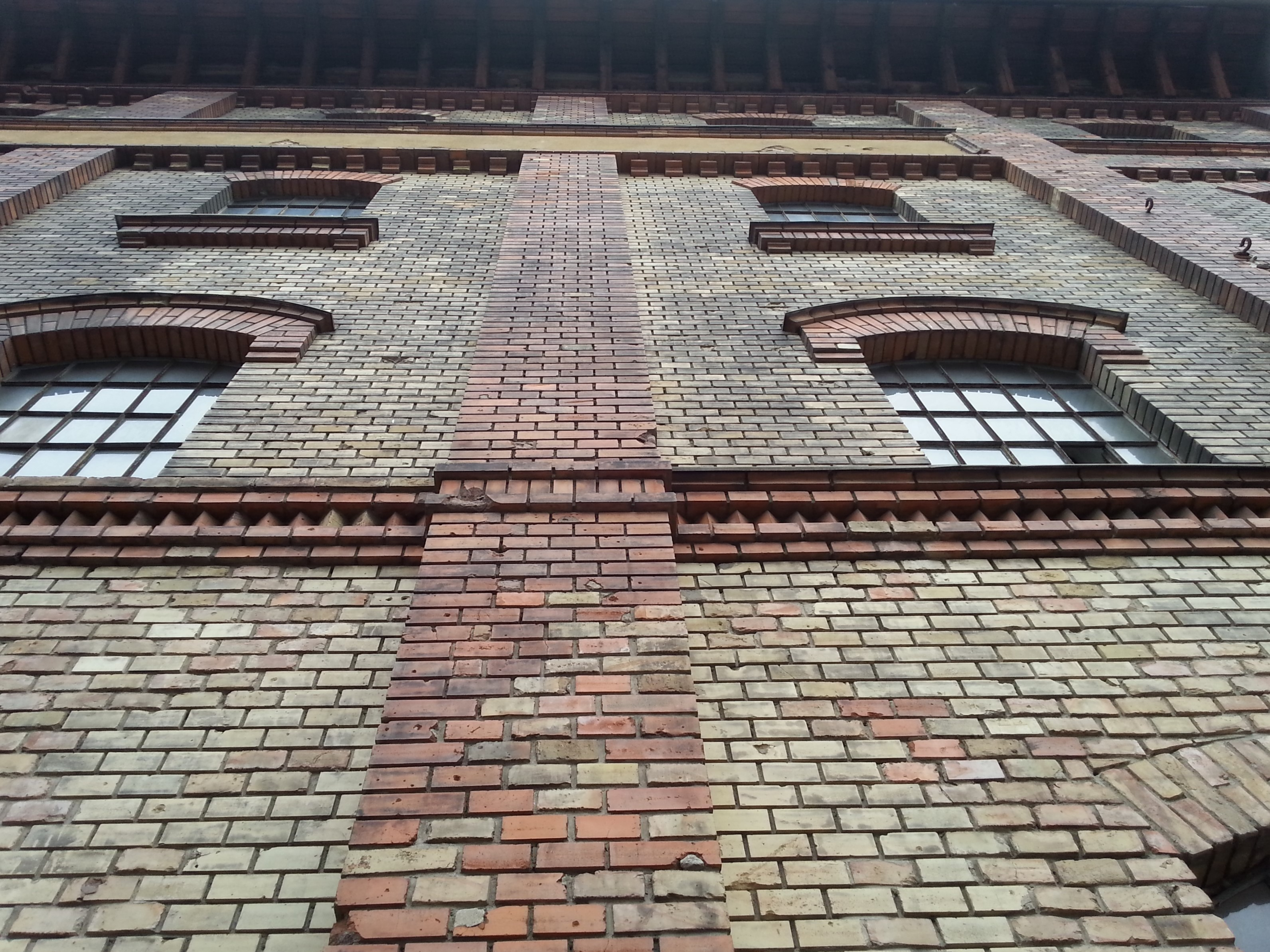
Lakóépület közelről
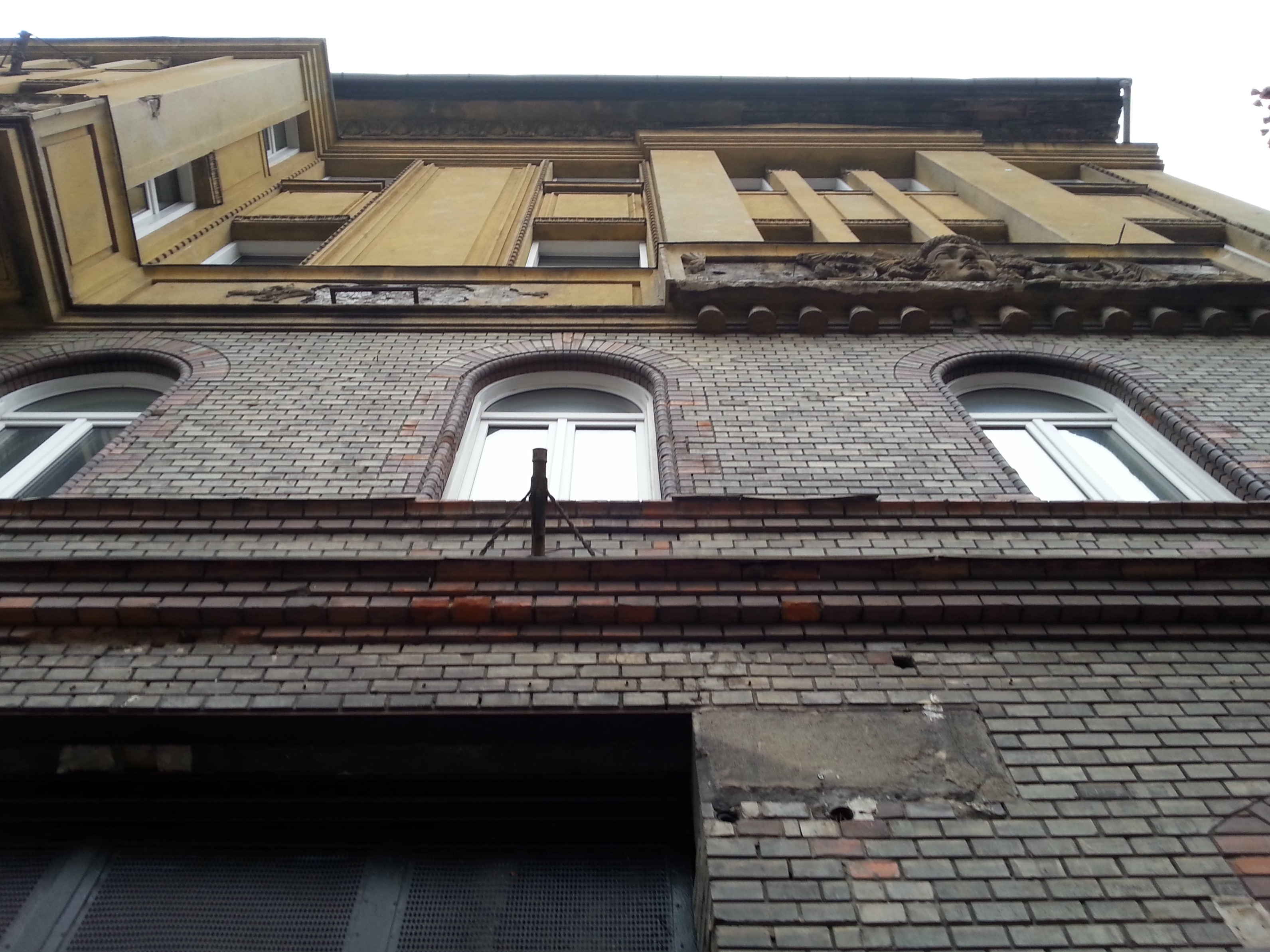
Lakóépület közelről

## Egyéb külső hivatkozás
- https://www.industrialheritagehungary.com/02-Industrial-Heritages/01-Food/hungaria-mill.html